# Andrea Lagunés
Andrea Lagunes Barrales (Ciudad de México, 29 de octubre de 1992), conocida simplemente como Andrea Lagunes, es una actriz y cantante mexicana.
Empezó a trabajar en televisión a la edad de 4 años, y que se hizo famosa al protagonizar la telenovela Gotita de amor.

## Carrera
A la edad de tres años ingresó al Centro de Educación Artística de Televisa, en donde recibió clases de actuación y de baile durante 3 años, lo que hizo que a la edad de tan solo cuatro años participara en 25 capítulos de la telenovela María Isabel, producida por Carla Estrada, participando después en programas como Plaza Sésamo y ¿Qué nos pasa?
En 1998 protagonizó la telenovela infantil Gotita de amor, para la cual grabó un disco bajo el mismo nombre compuesto por 13 canciones. Gracias al éxito de la telenovela debutó en el teatro en la obra Caperucita Roja y los Tres Cochinitos.
Para 1999 apareció en las telenovelas Alma rebelde y Cuento de Navidad, y posteriormente en Mi destino eres tú, interpretando el papel de Ximena.
En ese mismo año grabó su segundo disco titulado Un Chorro de Amor. 
Andrea también ha hecho comerciales en Caracas, Venezuela. y ha aparecido en unitarios como Furcio y Mujer, casos de la vida real. En 2001 participó en la telenovela Carita de ángel de Nicandro Díaz.
Para 2002 tuvo una breve participación en la telenovela ¡Vivan los niños!, interpretando a Miranda, una niña malcriada y egoísta, debido a que creció sin tener a su mamá a su lado.
También participó en la “GalaNovela de Operación Triunfo” con el elenco infantil de Televisa Niños. Tiempo después apareció en un capítulo de La familia P. Luche.
En 2007 participó en la puesta en escena de Ricitos de Oro, y continúa con sus estudios mientras espera ofertas de trabajo. 
En marzo de 2008 participó en la puesta en escena de El Mago de Oz.
Actualmente estudia Ciencias de la Comunicación en la Universidad Autónoma Metropolitana.

## Filmografía

### Telenovelas
| Año       | Telenovela                        | Papel                                    |
| --------- | --------------------------------- | ---------------------------------------- |
| 1997-1998 | María Isabel                      | Gloria Mendiola (niña)                   |
| 1997-1998 | Mi pequeña traviesa               | ?                                        |
| 1998      | Gotita de amor                    | Isabel "Chabelita" Arredondo De Santiago |
| 1999      | Alma rebelde                      | Angelita                                 |
| 1999-2000 | Cuento de Navidad                 | Niña Ángel                               |
| 2000      | Mi destino eres tú                | Ximena Rivadeneira Pimentel              |
| 2000-2001 | Carita de ángel                   | Irma Valadez Santos                      |
| 2002      | ¡Vivan los niños!                 | Miranda Gallardo Noriega                 |
| 2021-2024 | Un día para vivir                 | Lulú / Emilia                            |
| 2024      | Dra. Lucia, un don extraordinario | Sara Romero                              |

## Programas de televisión
| Año       | Programa de Televisión                     |
| --------- | ------------------------------------------ |
|           | ¿Qué nos pasa?                             |
|           | Furcio                                     |
| 2002      | La Familia Peluche                         |
| 2004      | El espacio de Tatiana                      |
| 2001-2005 | Mujer, casos de la vida real - 6 episodios |
|           | Plaza Sésamo                               |
|           | Hoy                                        |
|           | Vida TV                                    |
|           | Gala Novela de Operación Triunfo           |
| 2011-2012 | Como dice el dicho                         |
| 2008-2013 | La rosa de Guadalupe                       |
| 2019      | Esta historia me suena                     |

### Teatro
| Teatro                                |
| ------------------------------------- |
| Caperucita Roja y los Tres Cochinitos |
| El Hado Zorro y el Ruiseñor de Oro    |
| Ricitos de Oro                        |
| El Mago de Oz                         |

### Películas
| Año  | Proyecto               | Personaje |
| ---- | ---------------------- | --------- |
| 2015 | Una última y nos vamos | Azalea    |

## Discografía
| Año  | Discografía       |
| ---- | ----------------- |
| 1998 | Gotita de Amor    |
| 1999 | Un Chorro de Amor |

## Premios TVyNovelas
| Año  | Premio           | TV                    | Resultado |
| ---- | ---------------- | --------------------- | --------- |
| 2003 | Mejor Actriz     | ¡Vivan los niños!     | Nominada  |
| 2004 | Reparto Especial | El espacio de Tatiana | Ganadora  |